# Václav Dobiáš (odbojář)

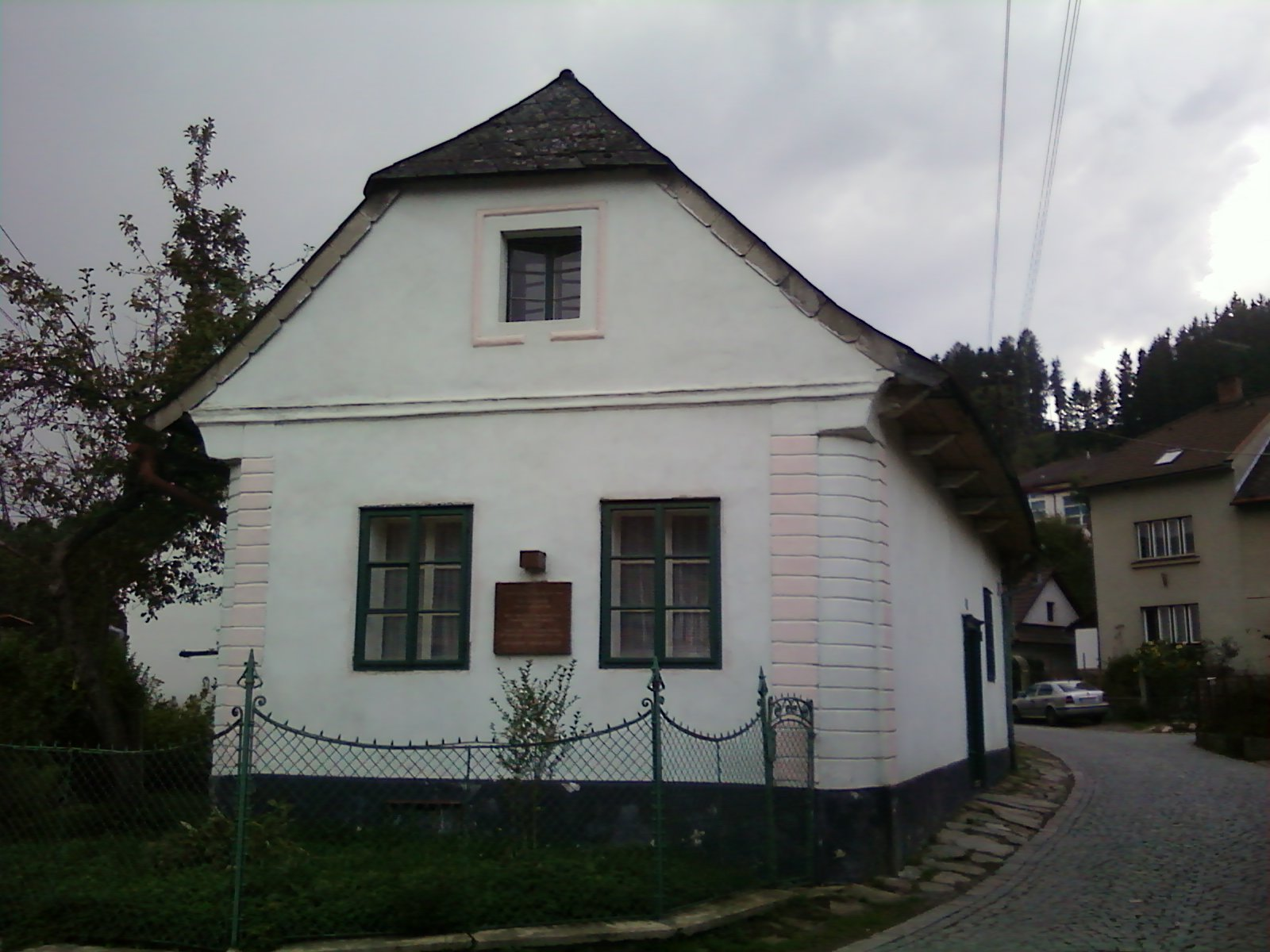
Rodný dům číslo popisné 190 v Jimramově, kde je umístěna pamětní deska

Václav Dobiáš, Ing. in memoriam (19. září 1920, Jimramov – 10. dubna 1945, Zwickau) byl český odbojář popravený na konci druhé světové války nacisty.

## Život
Narodil se v Jimramově, v domě v ulici Hliník číslo popisné 190. Po ukončení studia na smíchovském reálném gymnáziu začal studovat České vysoké učení technické v Praze. Po uzavření vysokých škol za německé okupace byl nucen studia přerušit. Spolu se svými spolužáky z gymnázia, Karlem Hiršlem a Jiřím Staňkem, vytvořil ilegální časopis Předvoj, jenž dal později název celé odbojové skupině. Jejich ideje vycházely z prolnutí křesťanských a socialistických tradic a poměrně brzy se jim podařilo sjednotit podobně smýšlející odbojové skupinky v Protektorátu, takže se z Předvoje stala jedna z největších odbojových organizací u nás. Po postřelení Jiřího Staňka na Jiráskově mostě, kde padl do léčky gestapa, jeho zatčení a výsleších v Malé pevnosti v Terezíně, následovalo zatčení dalších sedmi desítek členů této odbojové skupiny, mezi nimiž byl i Václav Dobiáš. Ten byl převezen do Zwickau a tady na samém konci války, 10. dubna 1945, popraven. V dopise svým rodičům na rozloučenou napsal:
Dne 12. 12. tohoto roku stal se sen (o vlastní smrti) skutečností, když jsem byl Lidovým soudem odsouzen k smrti. Ačkoli jsem tak velký trest během své vazby neočekával, nedovedla mne tak prudká rána duševně zdrtit. Sám jsem se tomu divil, že jsem to přijal vskutku se stoickým klidem. Jediné, co mě dělá velkou starost, je to, jak to bude působit na vás, drazí, zvlášť na Tebe, drahá máti, a na Tebe, můj drahý táto. Chtěl bych vám dodat trochu odvahy, abyste alespoň tu poslední a nejstrašlivější ránu nesli statečně a snáze. Smrti se nebojím, vím, že umírání bude kratičké (Wolker). Rozloučil jsem se svým životem, který jsem miloval a chtěl nejplodněji žít pro druhé a pro sebe. (…) Umírám nerad a nebojím se…
Václav Dobiáš, Dopis rodičům na rozloučenou, 